# Ratko Janev
Ratko Janev (mazedonisch Ратко Јанев; * 30. März 1939 in Sandanski, Bulgarien; † 31. Dezember 2019) war ein jugoslawischer bzw. mazedonischer Atomphysiker.

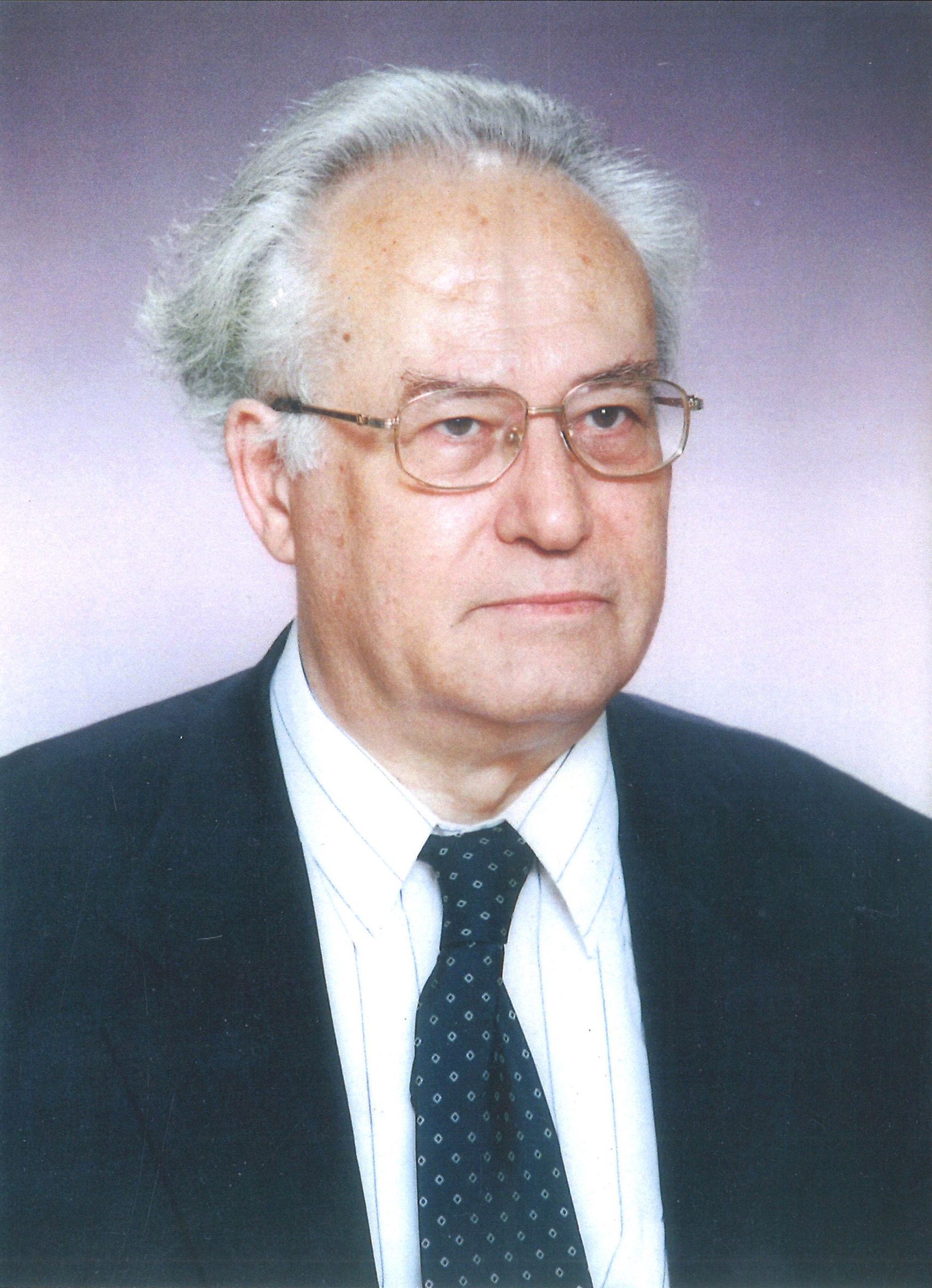
Ratko Janev

## Leben
Er studierte an der Universität Belgrad, wo er 1968 promovierte. Ab 1965 war er Mitarbeiter des Instituts für Nuklearwissenschaften „Boris Kidrič“. Bis 1999 war er über 11 Jahre lang Leiter der Atomic and Molecular Data Unit der Internationalen Atomenergieorganisation in Wien, sein Nachfolger dort war Robert Clark.
Janev war ab 1972 außerplanmäßiger Professor für Atomphysik an der Universität Skopje und ordentlicher Professor für Theoretische Physik an der Universität Belgrad. In den Jahren um ca. 2002 bis 2004 war er Mitarbeiter des Instituts für Plasmaphysik im Forschungszentrum Jülich.
Ratko Janev war Mitglied der Mazedonischen Akademie der Wissenschaften und Künste. Im Jahr 2004 hat er den Forschungspreis der Alexander-von-Humboldt-Stiftung erhalten, da sein in Zusammenarbeit mit dem Forschungszentrum Jülich durchgeführtes Projekt „Modelling and Diagnostics of Fusion Edge / Divertor Plasmas“ das Verständnis kalter Randschichtplasmen in Kernfusionsreaktoren wesentlich vorangebracht habe.

## Schriften (Auswahl)
- Atomska fizika (Atomphysik), 1972
- mit L. Presnyakow und W. Schewelko: Physics of highly charged ions. 1985, ISBN 3-540-12559-0
- mit Detlev Reiter: Unified analytic representation of hydrocarbon impurity collision cross sections. In: Journal of Nuclear Materials, Jg. 2003, S. 1202